# John A. Peters (Politiker, 1822)

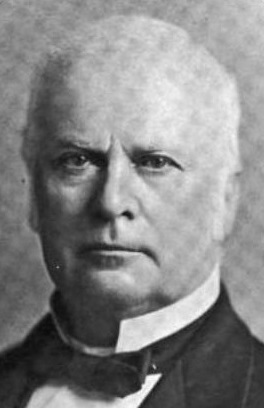
John A. Peters

John Andrew Peters (* 9. Oktober 1822 in Ellsworth, Maine; † 2. April 1904 in Bangor, Maine) war ein US-amerikanischer Jurist und Politiker. Zwischen 1867 und 1873 vertrat er den Bundesstaat  Maine  im US-Repräsentantenhaus.

## Werdegang
John Peters war der Onkel des gleichnamigen John A. Peters (1864–1953), der zwischen 1913 und 1923 ebenfalls den Staat Maine im Kongress vertrat. Der ältere Peters besuchte nach der Gorham Academy bis 1842 das Yale College. Nach einem anschließenden Jurastudium und seiner im Jahr 1844 erfolgten Zulassung als Rechtsanwalt begann er in Bangor in seinem neuen Beruf zu praktizieren. In den 1860er Jahren begann Peters als Mitglied der Republikanischen Partei eine politische Laufbahn. 1862 und 1863 saß er im Senat von Maine; 1864 war er Abgeordneter im Repräsentantenhaus des Staates. Zwischen 1864 und 1866 fungierte er als Attorney General seines Heimatstaates.
1866 wurde Peters im vierten Wahlbezirk von Maine in das US-Repräsentantenhaus in Washington, D.C. gewählt. Dort trat er am 4. März 1867 die Nachfolge von John H. Rice an. Nach zwei Wiederwahlen konnte er bis zum 3. März 1873 drei zusammenhängende Legislaturperioden im Kongress absolvieren. In diese Zeit fielen das gescheiterte Amtsenthebungsverfahren gegen Präsident Andrew Johnson sowie die Verabschiedung des 14. und des 15. Verfassungszusatzes. Im Jahr 1872 lehnte John Peters eine erneute Kandidatur für den Kongress ab.
Zwischen 1873 und 1883 war Peters Richter am Obersten Gerichtshof seines Staates und von 1883 bis zum 1. Januar 1900 führte er als Chief Justice dessen Vorsitz. Danach trat er in den Ruhestand. John Peters starb am 2. April 1904 in Bangor und wurde dort auch beigesetzt.